# Eutelsat 133 West A
Eutelsat 133 West A (ursprünglicher Name Eutelsat W1R, danach Eurobird 1 und Eutelsat 28A, später Eutelsat 33C) war ein Fernsehsatellit der European Telecommunications Satellite Organization (Eutelsat) mit Sitz in Paris.

## Missionsverlauf
Der Satellit wurde am 8. März 2001 mit einer Ariane-5-Trägerrakete vom Weltraumbahnhof Kourou in Französisch-Guayana ins All befördert. 
Am 1. März 2012 vereinheitlichte Eutelsat die Namen seiner Satelliten rund um den Markennamen, damit wurde der Satellit nach seiner damaligen Position Eutelsat 28A benannt.
Im Juli 2015 wurde der Satellit auf die neue Position 33° Ost verschoben und erhielt die Bezeichnung Eutelsat 33C. Im Juni 2019 wurde auf dieser Position nur Eutelsat 33E aufgeführt. Danach wurde er in Eutelsat 133 West A umbenannt und bei 133° West positioniert.
Im Oktober 2022 wurde er außer Betrieb genommen und in einen Friedhofsorbit gebracht.